# Unificación italiana
La unificación italiana fue el proceso histórico que, a lo largo del siglo XIX, llevó a la unión de los diversos Estados en los que la península itálica estaba dividida, en su mayor parte vinculados a dinastías consideradas «no italianas», como los Habsburgo o los Borbones.
Ese proceso ha de entenderse en el contexto cultural del Romanticismo y la aplicación de la ideología nacionalista, que pretendía la identificación de nación y Estado, en un sentido centrípeto y, en el caso de Italia, también irredentista. En Italia se lo conoce sobre todo como el Resurgimiento (Risorgimento en it.), e incluso como la reunificación italiana, debido a que Italia fue unificada por Roma en el siglo III a. C. y durante setecientos años constituyó, de iure, la prolongación territorial de la misma capital del Imperio, gozando, durante largo tiempo, de un estatus único y privilegiado (por esa razón no fue una provincia, a diferencia de todos los demás territorios conquistados).
El proceso de unificación italiana es resumido así: a comienzos del siglo XIX la península itálica estaba compuesta por varios Estados (el Reino Lombardo-Véneto, bajo el dominio austríaco; los Estados Pontificios; el Reino de Piamonte-Cerdeña; el Reino de las Dos Sicilias, entre otros), lo que respondía más a una concepción feudal del territorio que a un proyecto de Estado liberal burgués. Después de varios intentos de unificación entre 1821 y 1849, que fueron aplastados principalmente por el gobierno austríaco y sus aliados, la hábil política del conde de Cavour, ministro del Reino de Piamonte-Cerdeña, logró interesar al emperador francés Napoleón III en la unificación territorial de la península, que consistía en expulsar a los austríacos del norte y crear una confederación italiana. 
A pesar de la derrota del Imperio austríaco por el ejército francés y sardo-piamontés, el acuerdo no se cumplió integralmente por temor de Napoleón III a la desaprobación de los católicos franceses. Solo la Lombardía, conquistada por los franceses y sardo-piamonteses, fue anexionada al Reino de Piamonte-Cerdeña. Además, durante la guerra estallaron insurrecciones en los ducados del norte, que pidieron y obtuvieron la anexión al Reino sardo-piamontés, con lo cual se cumplió la primera fase de la unificación.
En la segunda fase se logró la unión del sur cuando Garibaldi, inconforme con el tratado entre Cavour y Napoleón III, se dirigió a Sicilia con los Camisas rojas, conquistándola y negándose a entregarla a los piamonteses; desde allí ocupó Calabria y conquistó Nápoles. En 1860 las tropas piamontesas llegaron a la frontera napolitana. Garibaldi, que buscaba la unidad italiana, entregó los territorios conquistados a Víctor Manuel II. Mediante plebiscitos, el Reino de las Dos Sicilias y la mayor parte de los Estados Pontificios se unieron al Reino de Piamonte-Cerdeña, gobernado por Víctor Manuel II, que se convirtió, en 1861, con la proclamación del Reino de Italia, en soberano del nuevo Estado. 
El proceso de la unificación fue, en gran parte de la península, el producto de la voluntad de las clases dirigentes de la mayoría de las regiones y Estados italianos preunitarios, que por razones no solo ideales, sino también geopolíticas y económicas, condicionaron el voto y el éxito de los plebiscitos convocados por Cavour, favorables a la anexión al Reino de Piamonte-Cerdeña. En el Reino de las Dos Sicilias, en cambio, hubo una consistente participación popular, caracterizada por el apoyo prestado a Garibaldi y a su pequeño ejército por un gran número de voluntarios meridionales. La figura carismática de Giuseppe Garibaldi y su promesa de llevar a cabo una reforma agraria de gran envergadura en el  Mezzogiorno, había en efecto engendrado grandes ilusiones no solo en las masas rurales, sino también en muchos intelectuales meridionales, algunos de los cuales (como Luigi Settembrini y Francesco De Sanctis) habían sido perseguidos y exiliados por las autoridades borbónicas.
El proceso es entendido por algunos filósofos, historiadores e intelectuales de orientación marxista (particularmente Antonio Gramsci) como la alianza de la aristocracia agraria del sur de Italia (Reino de las Dos Sicilias), apoyada por la burguesía local, con la aristocracia norteña y las clases burguesas mercantiles e industriales de la Italia septentrional (valle del Po). El resultado de aquella unión, según ellos, dio lugar a un proceso irreversible de empobrecimiento del proletariado, sea en el norte del país, sea, sobre todo, en el sur, tras políticas desiguales que favorecían en privilegios a las sociedades mercantiles del norte en detrimento de las de un sur nominalmente más rico. De esta forma, las clases empresariales septentrionales impidieron en aquella época, con la complicidad de las clases dirigentes meridionales, el desarrollo del sur y de ciertas partes del mismo norte (especialmente del noreste), propiciando el bandolerismo, la emigración y la perpetuación de una situación económica y social injusta y vejatoria hacia las clases más pobres.
Historiadores como Benedetto Croce ven el proceso como la conclusión de la tendencia unificadora iniciada en el Renacimiento italiano e interrumpida por las guerras de Italia y las consiguientes dominaciones por parte del Reino de Francia y de la Monarquía Hispánica sobre la Italia del siglo XVI. Este resurgimiento nacional alcanzó, en el siglo XIX, todas las regiones habitadas por gente italiana, desde Sicilia hasta los Alpes, y, hacia 1919-1920, la Italia irredenta, o sea el Trentino, Trieste, Istria y la ciudad de Zara (Zadar en cr.) en Dalmacia.
En todo caso, el proceso fue encauzado finalmente por la Casa de Saboya, reinante en Piamonte-Cerdeña (y destacadamente por el primer ministro Camillo Benso conde de Cavour), en perjuicio de otras intervenciones «republicanas» de personajes notables (Mazzini, Garibaldi) a lo largo de complicadas vicisitudes ligadas al equilibrio europeo (intervenciones de Francia y el Imperio de Austria), que culminaron con la incorporación de Roma y del Lacio, últimos reductos de los Estados Pontificios en 1870. El nuevo Reino de Italia continuó la reivindicación de territorios fronterizos, especialmente con el Imperio austrohúngaro (Trieste/Istria/Dalmacia y el Trentino), que se solventaron parcialmente en 1919, tras la Primera Guerra Mundial (Tratado de Saint-Germain-en-Laye), con la expedición de Fiume de Gabriele D'Annunzio.

## Antecedentes

### Desde la época romana hasta elsigloXVII
Tras la caída del Imperio romano de Occidente, la última vez donde la península itálica estuvo políticamente unificada de manera permanente fue durante el reino de los ostrogodos o Regnum Italiae, que duró unas seis décadas durante la Alta Edad Media. Los ostrogodos constituían una de las ramas del pueblo godo, el cual era uno de los tantos pueblos germánicos que fueron invadiendo al Imperio romano occidental, consiguiendo tierras allí en calidad de foederati donde finalmente surgirían sus propios reinos independientes. Este reino gozo de una relativa paz y una calidad de vida mejor a la que se vivió antes de la deposición del último emperador occidental, Romulo Agustulo, durante bastante tiempo, pero todo cambiaría a peor cuando los bizantinos, dirigidos por el emperador Justiniano I, quisieron efectuar la llamada Recuperatio Imperii mediante unas campañas militares a los reinos germánicos. Por supuesto, aquel reino italiano terminaría entrando en guerra con Constantinopla y tras un largo conflicto fue conquistado en 554; sin embargo, totalmente devastada había quedado Italia por la guerra. Las grandes ciudades romanas como Roma perdieron gran parte de su población, el senado romano dejó de existir, los templos fueron mayormente destruidos y el estado romano oriental carecia de recursos (y de interés) para hacer reparaciones, sus restos fueron usados por la gente para construir viviendas mucho más informales, los baños de Roma quedaron abandonados y en ellos como en muchas zonas de la ciudad eterna y en el resto de Italia fueron cubiertos completamente por la vegetación. Con todo estos trágicos daños  los romanos orientales no pudieron defender correctamente a su exarcado en la península y poco después, volvió a ser invadida por otro pueblo germánico, los lombardos. Estos últimos sacaron del control del Estado romano oriental a varios territorios italianos y crearon su propio reino. En las edades siguientes, Italia seguiría siendo disputada por muchos Estados más y no volvería a estar su península unificada nuevamente hasta el siglo XIX.
Antonio Gramsci escribió, en los años 1930, que para entender el Resurgimiento italiano hay que analizar algunas épocas históricas en las que se crearon las condiciones culturales que tuvieron una repercusión sobre él. Esos elementos estuvieron también influenciados por la vida nacional en edad post-resurgimental, o sea, cuando ya se había constituido un Estado italiano unitario. Entre esas épocas revisten suma importancia, para el intelectual y político sardo, la edad romana durante el período republicano, la edad de las libertades comunales (desde el siglo XI hasta el XIV), y la edad del mercantilismo, ya en época moderna (siglo XVI y XVII). Según Gramsci, hasta el siglo XVIII, la Iglesia católica también entraba en esa especie de tradición literaria y retórica, se servía además de ella para proclamar su hegemonía, pero con el desarrollo de una mentalidad laica en una parte importante de la población (la otra se había quedado anclada al papado) había perdido en parte su peso. Muchos historiadores contemporáneos están de acuerdo con Gramsci en la necesidad de estudiar los momentos más sobresalientes de la historia italiana que dieron lugar a la formación de una base identitaria sin la cual el Resurgimiento no habría sido posible. 
Según Ernesto Galli della Loggia, politólogo e historiador, en la raíz del destino histórico de Italia están Roma y su herencia, por un lado, y la Iglesia católica por el otro, puesto que Italia fue «…el epicentro de la más grande civilización del mundo antiguo… y después, al mismo tiempo, epicentro también del cristianismo, o sea de la mayor fuerza que plasmó las estructuras espirituales y prácticas sobre las que se apoya el Occidente moderno».
Según Alberto Mario Banti, el pensamiento nacional del comienzo del siglo XIX se fundamenta en la herencia de Roma y en los ideales republicanos de las comunas durante la Edad Media y el Renacimiento, y no en razones económicas, que tuvieron una importancia muy marginal. En opinión de Umberto Cerroni, Italia fue quizás la más precoz de las naciones europeas, pero el primer intento de unificación nacional, llevado a cabo en la primera mitad del siglo XIII por Federico II Hohenstaufen —hijo de una siciliana, nacido y educado en Italia—, fracasó por la oposición de la Iglesia, que pudo así asegurar su poder temporal en la península durante cinco siglos más.
No es de extrañar que algunos intentos de unificación realizados época medieval tuvieran como objetivo el debilitamiento del Estado Pontificio y de sus aliados. Entre ellos señalamos la guerra desatada por Manfredo de Sicilia, hijo natural de Federico II, contra los Estados de la Iglesia y los Angevinos en la segunda mitad del siglo XIII; la guerra de los Ocho Santos en el siglo XIV, que tuvo como protagonista un grupo de ciudades guiadas por Florencia y Milán para poder contener el poderío político y militar del papado en Italia central y; hacia el año 1400, la ocupación de gran parte de la Italia septentrional y central, incluidas algunas ciudades pontificias (Perugia y Asís), llevada a cabo por Gian Galeazzo Visconti, duque de Milán.
Historiadores liberales como Benedetto Croce ven en el proceso resurgimental la conclusión de la tendencia unificadora iniciada con en el Renacimiento italiano, que sufrió entre la mitad del siglo XVI y el comienzo del siglo XVIII una larga interrupción que coincidió con la dominación directa por parte de la Monarquía Hispánica sobre la mitad de Italia e indirecta sobre parte de la otra mitad. Según Croce «…tanto España como Italia eran en aquel entonces pueblos que estaban en decadencia» y «…como España se había nutrido de la lucha contra los infieles y como Italia llevaba en su corazón la Iglesia católica, esta potencia internacional, al verse amenazada por la Reforma encontró en una Hesperia sus armas y en la otra los medios de cultura para constituir la alianza reaccionaria de la Europa meridional en contra de la septentrional, a la cual fue pasando lenta e ininterrumpidamente la dirección del mundo moderno y que representó el progreso en todas las esferas de la actividad, contra la regresión y la decadencia hispano-italiana». 
De aquí «…la impropiedad de considerar como influencia maléfica de España sobre Italia la que en realidad fue analogía en el proceso histórico…», puesto que «…la Italia amodorrada en paz no merecía otra clase de gobernantes ya que tampoco eran de distinta catadura sus príncipes genuinos y los patricios supervivientes de sus repúblicas». Estas y otras afirmaciones de Croce sobre la aristocracia italiana y su responsabilidad en la decadencia de Italia, publicadas en el año 1917, cuando el país se encontraba en plena guerra mundial, suscitaron reacciones, acusaciones y hasta indignación por parte de historiadores, escritores, intelectuales y hombres políticos y «…la polémica…» escribe un noto historiador español contemporáneo «…aún no se ha extinguido, pero son muchos los historiadores que aceptan hoy, al menos en parte, los argumentos de Croce».
La visión de algunos historiadores sigue identificando la dominación española de Italia con un periodo de decadencia del país, debida, en parte, a la acción de la Inquisición (el tribunal religioso tradicional, que no hay que confundir con la institución española, que operaba con distintos criterios). Autores como Campanella o Giordano Bruno sufrieron persecución por motivos religiosos, como también había ocurrido a finales del siglo XV y en la Florencia de Savonarola.

### SigloXVIII
Ya bien entrado el siglo XVII los vínculos entre Italia y España se aflojaron y, en el siglo XVIII, se rompió la estrecha unión entre los dos países, cuyos pueblos se fueron alejando e ignorando.

Estados italianos en 1796. La República Corsa de Pasquale Paoli (Córcega) fue invadida y anexionada por Francia en 1768.

En efecto el Tratado de Utrecht (1713) puso término a la dominación española que durante dos siglos había condicionado directa o indirectamente la vida política y económica de la mayor parte de Italia. En virtud de ese mismo tratado, el Imperio austríaco empezó a desempeñar un papel hegemónico en el norte de la península gracias a la anexión del Ducado de Milán y al control estricto que ejerció en el Gran Ducado de Toscana a partir del año 1731. 
Los duques de Saboya se apoderaron de Cerdeña (1718-1720), ostentando desde entonces el título de reyes y dando vida a un Estado multicultural que, aunque guardó su antigua denominación de Reino de Cerdeña, estaba formado también por Piamonte, condado de Niza y Saboya (esta última región, la de Saboya —a diferencia de los demás territorios italianos gobernados por el rey de Piamonte, los cuales eran y siguen siendo, con la excepción de Niza, de lengua y cultura italiana— era y sigue siendo de lengua y cultura franco-provenzal y hoy es parte de Francia). 
Las repúblicas de Génova (la cual fue, posteriormente, absorbida por el reino sardo-piamontés) y Venecia, pudieron conservar sus instituciones republicanas e independencia, pero perdieron la importancia política y económica que había caracterizado su historia hasta las primeras décadas del siglo XVII. Los Estados Pontificios siguieron siendo una monarquía teocrática independiente y, por lo que se refiere al sur de Italia, una rama de los Borbones gobernó de manera independiente, desde 1734, el Reino de Nápoles y el de Sicilia, que en 1816 se unieron formando un único Estado, el Reino de las Dos Sicilias.
Hay que señalar que en el norte de Italia otra rama de los Borbones se había apoderado, en 1731, del Ducado de Parma. Los Borbones, después de haber ascendido a los tronos de Nápoles, Palermo y Parma, formaron Estados independientes y sus monarcas se italianizaron, abriéndose a la cultura europea, y «…pasaron, lenta y paulatinamente, a estrechar nuevas alianzas opuestas a la política española». En efecto esas tres entidades políticas se habían constituido como Estados soberanos a todos los efectos, sin vínculos de dependencia de España.
Durante el siglo XVIII, gracias también al talante reformista de algunos monarcas (como Carlos de Borbón, rey de Nápoles y futuro rey de España, y María Teresa I de Austria) y a la difusión de la Ilustración francesa en el país transalpino, se produjo una revitalización de la cultura italiana en Europa, particularmente evidente en el campo de la filosofía y de las letras, conocida como Risorgimento letterario.
Gianbattista Vico representó el despertar de la conciencia histórica en Italia. En su Principi di scienza nuova d'intorno alla comune natura delle nazioni (Principios de ciencia nueva en torno a la naturaleza común de las naciones) investigó las leyes que gobiernan el progreso de la raza humana, conforme a las cuales se desarrollarían los hechos históricos. Otros escritores importantes del Risorgimento letterario fueron Giuseppe Parini, Gaspare Gozzi y Giuseppe Baretti.
Las ideas que impulsaron la Revolución Francesa de 1789 dieron un sentido especial a la literatura italiana en la segunda mitad del siglo XVIII. Los italianos que aspiraban a una redención política la consideraban inseparable de una recuperación intelectual, que al mismo tiempo creían solo podía llevarse a efecto volviendo al antiguo clasicismo. Este fenómeno fue una repetición de lo que ya había ocurrido en la primera mitad del siglo XV.
Por lo tanto, patriotismo y clasicismo, fueron los dos principios que inspiraron la literatura que comienza con Vittorio Alfieri. Este autor encaminó la literatura hacia una motivación nacional, armada solamente con el patriotismo y el clasicismo. Otros importante escritores patrióticos de este periodo fueron Ugo Foscolo, Pietro Colletta, Carlo Botta, Vincenzo Monti y Pietro Giordani.
Durante este periodo surgió la polémica sobre la pureza del lenguaje. La lengua italiana estaba repleta de galicismos. La prosa necesitaba de una recuperación por el bien de la dignidad nacional, y se pensó que esto no podría conseguirse si no era a través de la vuelta a los grandes escritores del siglo XIV. Uno de los promotores de esta nueva escuela fue Antonio Cesari, que se empeñaba a reforzar la ya estable supremacía de los modismos toscanos tanto sobre el italiano estándar (a su vez derivado del toscano literario y ya idioma oficial de la administración en todos los Estados italianos preunitarios a partir del siglo XVI) como sobre el resto de continuidades dialectales italianas. Pero el patriotismo en Italia tiene siempre algo de provinciano, y así, contra esta supremacía toscana proclamada y defendida por Cesari, surgió una escuela lombarda que no quería saber nada de los modismos toscanos y que volvían a la idea de una lingua illustre, es decir, una forma de italiano hablado con menos toscanismos.
El Romanticismo fue un movimiento cultural y político que se originó en Alemania a finales del siglo XVIII, como una reacción al racionalismo de la Ilustración y el Neoclasicismo. Exaltaba los sentimientos, el nacionalismo, el liberalismo y la originalidad creativa. Es el movimiento literario que precede y asiste a las revoluciones políticas de 1848 y puede considerarse representado por Giuseppe Giusti, Francesco Domenico Guerrazzi, Vincenzo Gioberti, Cesare Balbo, Alessandro Manzoni y Giacomo Leopardi.
Después de 1850 la literatura política perdió importancia, siendo uno de los últimos poetas de este género Francesco dall'Ongaro, con sus Stornelli politici. Posiblemente la obra literaria que más contribuyó al asentamiento de la unidad política italiana (a unidad política ya lograda) fue Corazón, de Edmondo de Amicis (1886), reunión de episodios protagonizados por niños de las distintas regiones italianas que exaltaban virtudes como el heroísmo y el sentimiento patriótico de una forma muy eficaz gracias al recurso a lo sentimental. Fue ampliamente utilizado como material escolar y pasado al cine, la televisión y los dibujos animados internacionales (como en el caso de Marco, de los Apeninos a los Andes).

## Las sociedades secretas

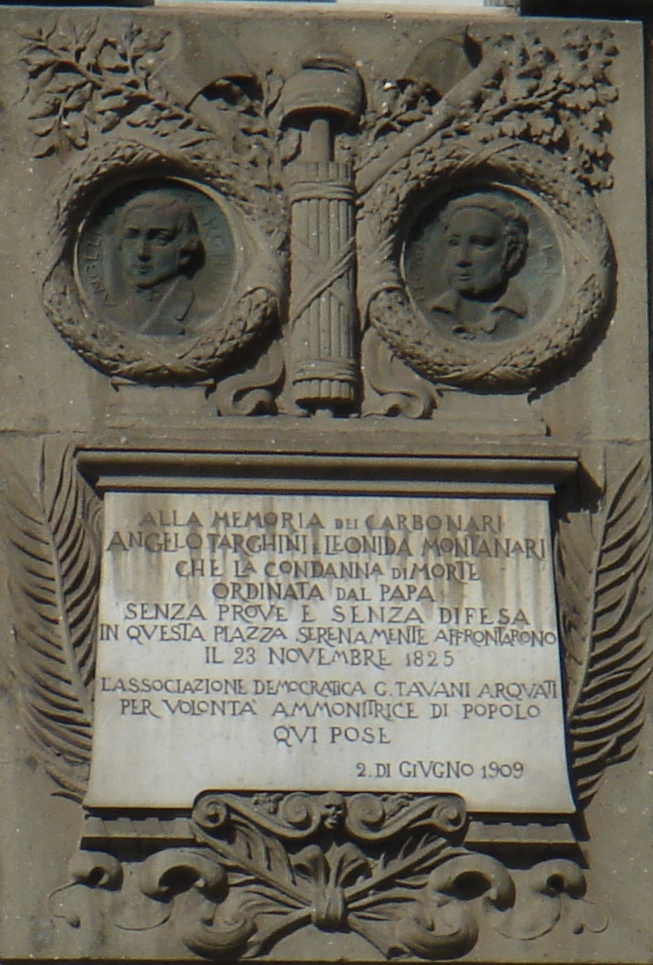
Placa en Memoria de los Carbonarios Angelo Targhini y Leonida Montanari en Roma.

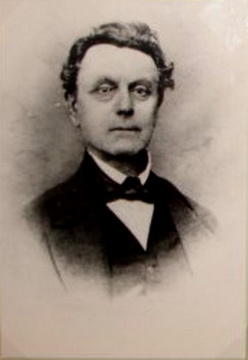
Giuseppe Elia Benza, patriota, abogado y publicista italiano.

Los ideales revolucionarios también se propagaron a través de sociedades secretas, tales como los carbonarios, los adelfos y los neogüelfos.
Durante el dominio napoleónico, liderado por el general francés Joaquín Murat, cuñado de Bonaparte, se formó en Italia un grupo secreto de resistencia, la Carbonería. Era una sociedad más o menos masónica cuyo objetivo, como el de la masonería en general, era combatir la intolerancia religiosa, el absolutismo y defender los ideales liberales. También lucharon contra las tropas francesas porque estas estaban realizando un auténtico expolio artístico de Italia.
Con la expulsión de los franceses, la Carbonería se propuso el objetivo de la unificación política de Italia y de la implantación de los ideales liberales.
Los carbonarios eran principalmente gente de la mediana y pequeña burguesía de las varias regiones italianas. Se organizaban en vendas de veinte miembros cada una, que desconocían a los grandes jefes. Había una venda central, formada por siete miembros, que era la que transmitía el trabajo a las demás.
En 1830, Giuseppe Mazzini (1805-1872) entró a los carbonarios, y fue encarcelado en 1831 por incitar a la rebelión al pueblo, junto con Federico Campanella, Giuseppe Elia Benza, Carlo Bini y Giambattista Cuneo, por lo que pasó a criticar a las sociedades secretas, sus ritos y su ineficiencia militar. De la crítica a las sociedades secretas pasó a la acción y fundó la Joven Italia, una organización paramilitar que pretendía liberar Italia del dominio austríaco y unificar el país por medio de la educación del pueblo y la formación de una República democrática. Su lema era: Derechos de los hombres, progreso, igualdad jurídica y fraternidad. 
La sociedad organizó células revolucionarias por toda la península. A este movimiento democrático se oponían otras corrientes que también pretendían la unificación de Italia. Unos eran los reformistas monárquicos, contrarios a la violencia de Mazzini y que pedían la unificación en torno al Reino de Piamonte-Cerdeña, en un régimen monárquico constitucional. Otros eran los neogüelfos, conservadores liderados por Vincenzo Gioberti, cuyo ideal era hacer de Italia una unión de Estados federados presididos por el papado.

## Revoluciones de 1820 y 1830

### Revoluciones de 1820
En 1820 se inició en Europa una oleada revolucionaria que afectó sobre todo al área mediterránea. La revolución se inició en España a causa del levantamiento de Riego. En aquel momento se encontraba en Las Cabezas de San Juan junto con su ejército y se disponía a partir hacia América para sofocar los movimientos independentistas que allí se estaban produciendo. El primero de enero se sublevó contra el rey y, aunque al principio la revolución no tuvo apoyo popular, finalmente el pueblo se rebeló y Fernando VII decidió jurar la Constitución de 1812. Pero Fernando VII era un monarca absolutista y consideraba que la separación de poderes era una ofensa contra sus derechos, por lo que pidió auxilio al Sistema Metternich (Quíntuple Alianza), que dio permiso a Francia para enviar un ejército llamado los Cien Mil Hijos de San Luis bajo el mando del duque de Angulema. Poco a poco, la revolución se fue extendiendo por Europa, llegando al Reino de Portugal, Grecia, diversos Estados italianos y Rusia.

#### La revolución en Nápoles
En 1814 la Carbonería comenzó a organizar actividades revolucionarias en Nápoles. Por 1820 el grupo ya era lo suficientemente poderoso para invadir Nápoles con su propio ejército. La revolución española estimuló el movimiento revolucionario de Nápoles. Un regimiento del ejército napolitano al mando del general Guglielmo Pepe, un carbonario, se levantó y conquistó la parte peninsular del reino, por lo que el rey Fernando I se vio obligado a jurar que implantaría la nueva constitución que los carbonarios estaban redactando. Mientras tanto se utilizó de manera provisional la Constitución española.
Pero la revolución, que no contaba con suficiente apoyo popular, cayó bajo las tropas austríacas de la Santa Alianza. El rey suprimió la Constitución y comenzó sistemáticamente a perseguir a los revolucionarios. Muchos partidarios de la revolución en Nápoles, incluyendo el erudito Michele Amari, fueron forzados al exilio durante las siguientes décadas o fusilados.

#### La revolución en Piamonte-Cerdeña
El líder del movimiento revolucionario en el Reino de Piamonte-Cerdeña era Santorre di Santarosa, que deseó expulsar a los austríacos y unificar Italia bajo la Casa de Saboya. La rebelión de Piamonte comenzó en Alessandria, donde las tropas adoptaron la bandera tricolor (verde, blanco y rojo) de la República Cisalpina. El regente del rey, actuando mientras este estaba ausente, aprobó una nueva Constitución para apaciguar a los revolucionarios, pero cuando el rey regresó rechazó la Constitución y pidió auxilio a la Santa Alianza, que dio a Austria permiso para intervenir en Italia y derrotar a las tropas de Santarosa.

### Revoluciones de 1830
Alrededor de 1830 rebrotó el sentimiento revolucionario a favor de la unificación italiana; una serie de rebeliones sentó las bases para la creación de un único Estado nacional unitario en la península italiana.
El duque de Módena, Francisco IV, que era muy ambicioso, quería convertirse en rey de la Alta Italia aumentando su territorio. En 1826 dejó claro que no se opondría a aquellos que derribaran la oposición de la unificación. Animados por la declaración, los revolucionarios en la región comenzaron a organizarse.
Durante la revolución de julio de 1830, los revolucionarios franceses forzaron al rey a abdicar y colocaron en el trono a Luis Felipe de Orleans, que prometió a algunos revolucionarios, como Ciro Menotti, que Francia ayudaría a los revolucionarios italianos si Austria intervenía militarmente. Sin embargo, temiendo perder su trono, Luis Felipe decidió no intervenir en la sublevación prevista de Menotti. Esta no llegó a ocurrir porque en 1831 la policía papal descubrió los planes de Menotti, quien fue arrestado junto con otros conspiradores.

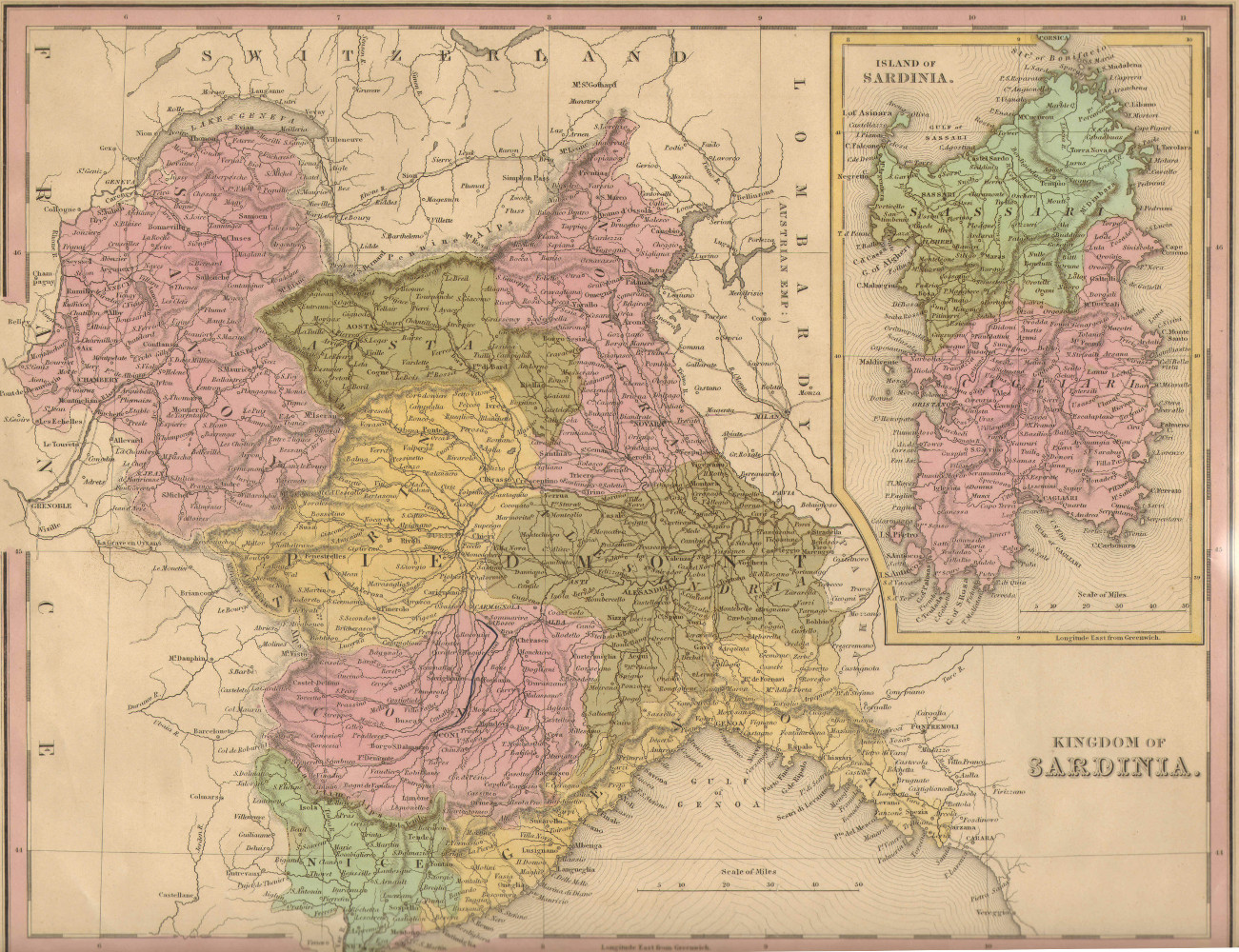
Reino de Cerdeña en 1839.

Al mismo tiempo, surgieron otras insurrecciones en las legaciones papales de Bolonia, Ferrara, Rávena, Forlì, Ancona y Perugia. Los revolucionarios adoptaron la bandera tricolore y establecieron un gobierno provisional que proclamaba la creación de un Estado italiano políticamente unificado.
Las rebeliones en Módena y las legaciones papales inspiraron una actividad similar en el ducado de Parma, donde también fue adoptada la tricolore. Después de esto, la duquesa María Luisa salió de la ciudad.
Las provincias insurrectas planearon unirse para crear las provincias italianas unidas, cuando el papa Gregorio XVI pidió ayuda austríaca contra los rebeldes. Metternich advirtió a Luis Felipe que Austria no tenía ninguna intención de dejar Italia y que la intervención francesa no sería tolerada. Luis Felipe retuvo cualquier ayuda militar e incluso arrestó a patriotas italianos que vivían en Francia.
En la primavera de 1831, el ejército del austríaco cruzó toda la península italiana, machacando lentamente los movimientos revolucionarios de cada territorio y arrestando a sus líderes, incluyendo Menotti.

#### Mazzini

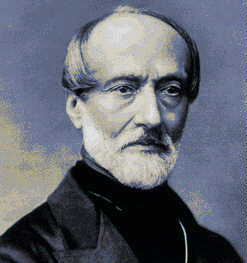
Giuseppe Mazzini.

Giuseppe Mazzini, en 1831, fue a Marsella, donde organizó una nueva sociedad política llamada la Giovine Italia (la Joven Italia). Su lema era Dios y el Pueblo, y su principio básico era la unión de los diversos Estados y reinos italianos en una única república, como medio para lograr la libertad italiana. También fundó diversas organizaciones con el fin de unificar o liberar otras naciones europeas: «Joven Alemania», «Joven Polonia» y finalmente «Joven Europa» (Giovine Europa).
Mazzini creía que la unificación italiana solo podría alcanzarse mediante un levantamiento popular. Continuó plasmando este propósito en sus obras y trató de conseguirlo a través del exilio y la adversidad con inflexible constancia. Sin embargo, su importancia fue más ideológica que práctica: tras la caída de las revoluciones de 1848 (durante las que Mazzini se convirtió en el líder de la efímera República Romana), los nacionalistas italianos empezaron a mirar al rey del Piamonte y su primer ministro, el conde de Cavour, como los directores del movimiento unificador.

## La primera guerra de la independencia (1848)

### Primer conflicto

Estados italianos en 1843. Dalmacia, Istria, Trentino y República de Ragusa fueron invadidas y anexionadas por el Imperio austríaco en 1815. Saboya y Niza fueron invadidas y anexionadas por Francia en 1860.

Escudo de la Casa de Saboya.

En 1848, después de los movimientos revolucionarios en Palermo, Mesina, Milán y en otras muchas partes de Italia y de Europa, se inicia la primera guerra de la Independencia italiana, declarada al Imperio austríaco el 23 de marzo de 1848 por Carlos Alberto de Saboya, el jefe de la alianza del Reino de Piamonte-Cerdeña con los Estados Pontificios y el Reino de las Dos Sicilias.
Giuseppe Garibaldi, Giuseppe Mazzini y Giuseppe Elia Benza, regresaron a Italia para participar de la revuelta, pero la Casa de Saboya no aceptó completamente que participaran en ella y la rebelión fue generalmente dirigida por los gobiernos.
Después de las victorias iniciales en Goito y en Peschiera del Garda, el papa, preocupado por la expansión del Reino de Piamonte-Cerdeña en caso de victoria, retiró sus tropas. También el Reino de las Dos Sicilias decidió retirarse, pero el general Guglielmo Pepe se negó a regresar a Nápoles y marchó a Venecia para participar en la defensa de la contraofensiva austríaca.
Sin embargo, Fernando II cambió la actitud, preocupado por los acontecimientos revolucionarios que estaban desarrollándose en Sicilia y envió una delegación a Turín para alinearse con la Casa de Saboya y pedir ayuda para sofocar la revolución. Carlos Alberto, aunque era aliado de los napolitanos, mantuvo una posición cautelosa, lo que disgustó profundamente al Borbón.
Los italianos fueron derrotados en Custoza (cerca de Verona) y tuvieron que firmar, el 9 de agosto de 1848, el Armisticio de Salasco, con el Imperio austríaco, y aceptar lo pactado anteriormente en el Congreso de Viena. Así termina la primera fase del 1848 italiano. El año siguiente la iniciativa sería democrática.

### Segundo conflicto
En 1849, Leopoldo II de Toscana abandonó Florencia, dejando un gobierno provisional. En Roma se proclamó la República Romana, con la idea de un triunvirato. Carlos Alberto rompió la tregua con Austria, pero cuando perdió en Novara abdicó a favor de Víctor Manuel II.
Roma, defendida por Giuseppe Garibaldi, fue atacada por las tropas francesas de Napoleón III, que la sitiaron. Con la caída de la República Romana muchos revolucionarios fueron de nuevo condenados al exilio; Garibaldi en 1850 fue a Nueva York, cerca de Antonio Meucci.
También la ciudad de Venecia, tras una larguísima resistencia del asedio austríaco comandada por Leonardo Andervolti, tuvo que rendirse por el hambre y una epidemia de cólera.

## La segunda guerra de la independencia (1859-1861)

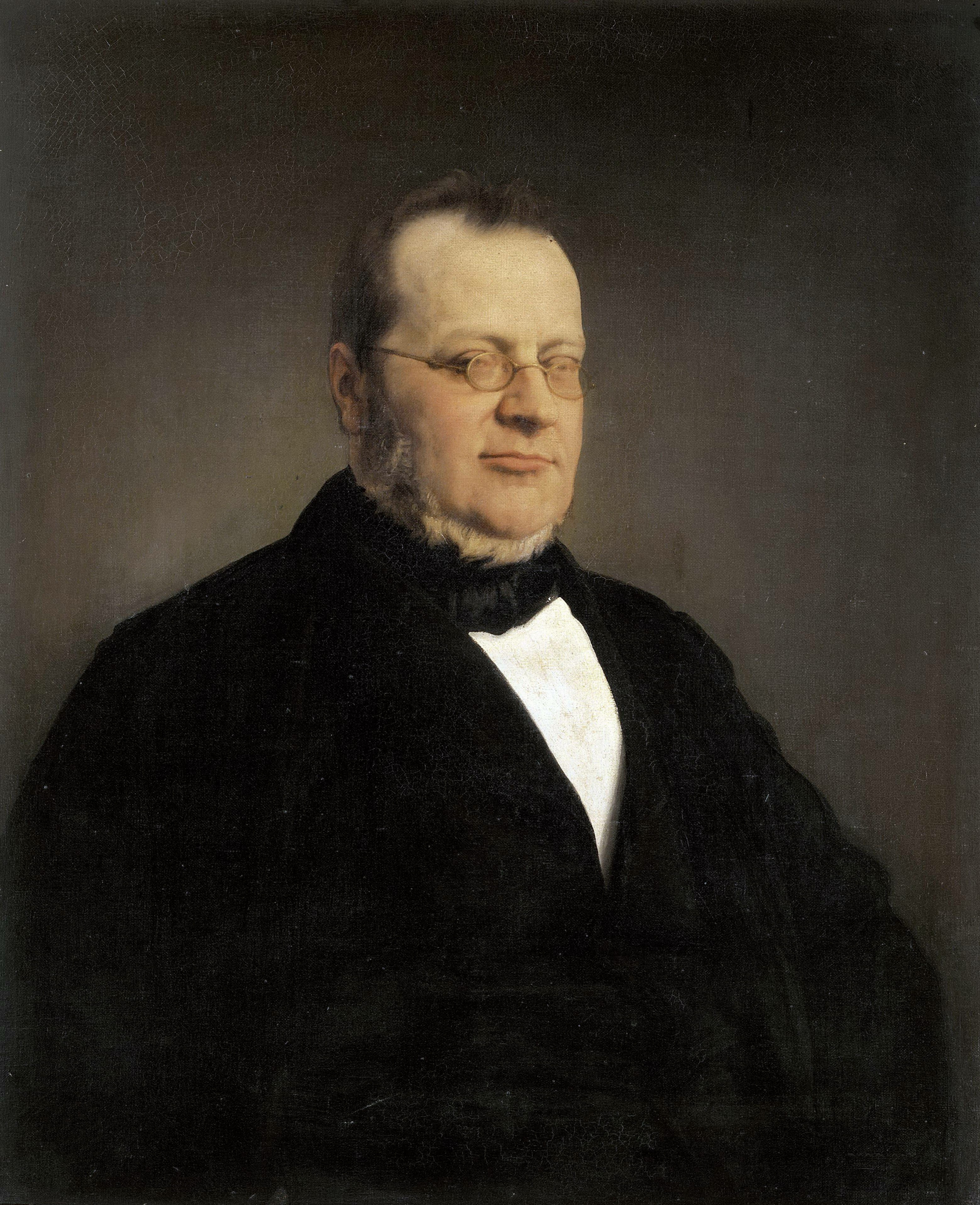
Retrato de Camillo Benso, conde de Cavour, obra de Francesco Hayez.

### Los antecedentes
Aunque Carlos Alberto había sido derrotado en su intento de liberar a los italianos del poder austríaco, los piamonteses no se habían dado por vencidos completamente. Camillo Benso, conde de Cavour, llegó a primer ministro en 1852, y también él tenía ambiciones expansionistas. Pero se dio cuenta de que para conseguir la independencia necesitaban ayuda, pues había que combatir contra el Imperio austríaco, por lo que quería asegurarse la ayuda de Francia y del Imperio británico.
Cavour creía que se ganaría el favor occidental si participaba en la guerra de Crimea, por lo que entró en la guerra en 1855. Cavour sabía que no podría pedir nada a cambio de su entrada en la guerra, porque sus aspiraciones iban justamente en contra de las de Austria, que también apoyaba a Francia y Gran Bretaña en el conflicto. Pero decidió prestar una ayuda sin condiciones, para ganarse la confianza de las potencias occidentales, considerando que los resultados favorables se obtendrían más adelante.
El 14 de enero de 1858, el nacionalista italiano Felice Orsini intentó asesinar a Napoleón III, emperador de Francia. En una súplica escrita desde la prisión, Orsini apeló a Napoleón que cumpliera su sueño ayudando a las fuerzas nacionalistas italianas. Napoleón, que de joven había pertenecido a la carboneria, se veía como una persona con una mente avanzada, así que, en consonancia con las ideas del momento, se convenció de que su destino era hacer algo por Italia. En el verano de 1858, Cavour se reunió con Napoleón III en Plombières. Acordaron una guerra común contra Austria. El Reino de Piamonte-Cerdeña se anexionaría Lombardía, Véneto, Módena y Parma, y como compensación Francia recibiría Saboya y Niza. El centro y sur de Italia se quedarían como estaban, aunque sí se habló de colocar al primo de Napoleón en Toscana y expulsar a los Habsburgo. Para permitir que los franceses intervinieran en la guerra sin parecer los agresores, Cavour tenía pensado incitar al ataque a los austríacos participando en los movimientos revolucionarios que se estaban produciendo en Lombardía.

### La invasión austriaca del Piamonte
El 29 de abril de 1859, el ejército austríaco, al mando del general Ferencz Gyulai, atravesó el río Tesino e invadió el territorio piamontés, el 30 ocuparon Novara, Mortara y, más al norte, Gozzano, el 2 de mayo Vercelli y el 7 Biella. La acción no fue obstaculizada por el ejército piamontés, dado que estos habían acampado en el sur entre Alessandria, Valenza y Casale. Los austríacos llegaron a 50 km de Turín.
En este punto, sin embargo, Gyulai invirtió la orden de marcha y se retiró a Lombardía, siguiendo una orden expresa de Viena, que sugirió que el mejor escenario de operación era cerca del río Mincio, donde los austríacos habían dominado durante 11 años la región. Contrarrestando la avanzada piamontesa salvarían sus dominios en Italia; por el contrario, invadir Turín, podría significar una derrota.
Los austríacos pretendían luchar contra los piamonteses y contra los franceses por separado, entonces comenzaron el reclutamiento de dos ejércitos. El comando austríaco, por otra parte, realizó una gran inversión estratégica, que difícilmente pudo ser explicada sin asumir una cierta confusión. Ciertamente Gyulai no fue responsable, que a las pocas semanas, no pudo ser frenada una cierta debilidad en la acción.

### La liberación de Lombardía

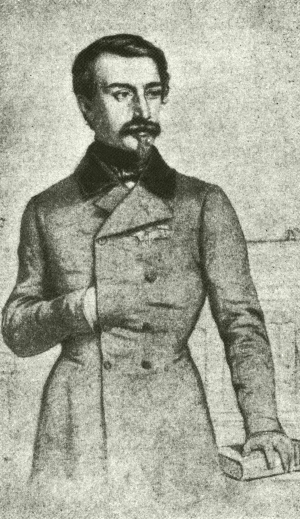
Napoleón III.

El 14 de mayo de 1859, Napoleón III, que había partido el 10 de mayo de París y desembarcado el 12 en Génova, tomó el campo de Alessandria y asumió el comando del ejército franco-piamontés. Con el grueso del ejército localizado entre el río Tesino y el Po, el 20 de mayo de 1859 Gyulai comandó un gran reconocimiento de campo al sur de Pavía que fue frenado en la batalla de Montebello (20-21 de mayo), en la que participaron el general Federico Forey por parte de los franceses, futuro mariscal de Francia, y la caballería sarda-piamontesa al mando del general Alfonso La Marmora.
El 30 y el 31 de mayo los piamonteses de Cialdini y de Durando consiguieron una brillante victoria en la batalla de Palestro.
Al mismo tiempo los franceses cruzaron el Tesino el 2 de junio y aseguraron el pasaje batiendo a los austríacos en la batalla de Turbigo. Gyulai había concentrado las propias fuerzas cerca de Magenta, la cual fue asaltada el 4 de junio por los franco-piamonteses. El ejército de Napoleón III cruzó el río Ticino y desbordó el flanco derecho austríaco, con lo que obligó al ejército de Gyulai a retirarse. La batalla de Magenta no fue especialmente grande, ya que no participaron ni la caballería ni la artillería, pero fue una victoria decisiva para decantar la guerra hacia el bando sardo-francés. Los franco-italianos sufrieron 4600 bajas y los austríacos, 10 200.
El 5 de junio, el ejército derrotado abandonó Milán, donde entró el 7 de junio Patrice de Mac-Mahon, artífice de la victoria en Magenta, para preparar al día siguiente la entrada triunfal de Napoleón III y Víctor Manuel II, que fueron aclamados por el pueblo.

### Los Cazadores de los Alpes y la Marina italiana
El 22 de mayo, los cazadores de los Alpes, liderados por Giuseppe Garibaldi, pasaron en Lombardía del Lago Mayor a Sesto Calende, con el objetivo de entrar en batalla ayudando a la ofensiva principal. El 26 defendieron Varese de un ataque de fuerzas austríacas superiores en número guiadas por el general Urban. El 27 combatieron al enemigo en la batalla de San Fermo y ocuparon Como.
Además, en julio de 1859, la flota italiana, junto con algunos barcos franceses, ocupó las islas dálmatas de Lussino y Cherso entre el júbilo de la población local, que era mayoritariamente italiana.

### Las últimas batallas
Mientras tanto, los austríacos se agruparon para explotar las fortalezas del Quadrilatero. La tarde del 6 de junio, los austríacos enviaron una brigada de retaguardia de cerca de ocho mil hombres, y dos escuadrones de caballería, compuestos por Dragones y Húsares. La tarde del 8 de junio, la ciudad fue invadida por los franceses. Después de sangrientos combates (mil franceses muertos y mil doscientos austríacos), el grueso del ejército austríaco perdió su marca y se retiró a Verona.
Los franco-piamonteses reemprendieron la marcha el 12 de junio, y el 14 capturaron Bérgamo y Brescia.
El 24 de junio los franco-piamonteses vencieron en una gran batalla, la batalla de Solferino. El ejército austríaco, de unos 100 000 hombres al mando de Francisco José I, fue derrotado por los ejércitos de Napoleón III de Francia y del Reino de Piamonte-Cerdeña, comandado por Víctor Manuel II, con una fuerza aproximada de 118 600 hombres. Después de nueve horas de batalla, las tropas austríacas fueron forzadas a rendirse. Las bajas en el bando aliado fueron 2492, 12 512 heridos y 2922 capturados o desaparecidos. Más de 3000 soldados austríacos murieron, 10 807 fueron heridos y 8638 capturados o desaparecidos.

#### La fundación de laCruz Roja
Al terminar la batalla de Solferino quedaron en el campo de batalla casi cuarenta mil hombres muertos o heridos abandonados a su suerte. Este escenario fue visto por el suizo Henri Dunant, que estaba viajando por el norte de Italia, y le dejó muy impresionado. Al ver como los soldados heridos morían sin asistencia se dedicó a socorrerlos sin importar su bando, con ayuda de algunos aldeanos de la zona, convocándolos con la frase italiana Siamo tutti fratelli (Seamos todos hermanos).
Dunant estuvo reflexionando, y llegó a la conclusión de que era necesaria una sociedad que se encargara de atender a los heridos de uno u otro bando sin distinción, por medio de voluntarios. Sus reflexiones están escritas en el libro Un Recuerdo de Solferino.
En 1863 se fundó el Comité Internacional de la Cruz Roja, y al año siguiente doce Estados firmaron el Primer Convenio de Ginebra.

### La paz

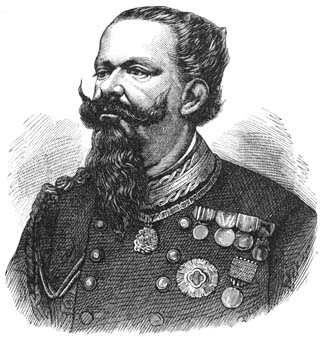
Víctor Manuel II.

Napoleón III, temiendo no solo la entrada al conflicto de más Estados, sino también la reacción del Reino de Prusia, que movilizó a cuatrocientos mil hombres a la frontera en el Rin, firmó, sin contar con los piamonteses, un acuerdo de paz. Víctor Manuel II no podía continuar la guerra sin la ayuda francesa, por lo que aceptó el acuerdo franco-austríaco.
La paz se firmó en Zúrich entre el 10 y el 11 de noviembre. Los Habsburgo cedieron la Lombardía a Francia, que, a su vez, la cedió al Reino de Piamonte-Cerdeña. El Imperio austríaco conservaba el Véneto, el Trentino, el Tirol del Sur (Alto Adigio), el Friul-Venecia Julia, la Dalmacia y las fortalezas de Mantua y Peschiera. Todos los Estados italianos, incluso el Véneto, que aún quedaba bajo dominio austríaco, debieron unirse a una confederación italiana, presidida por el papa.
El tratado tenía más ventajas para los austríacos y franceses que para los italianos:
- La confederación italiana no presentaba ninguna ventaja para la unificación y garantizaba la continuación de la presencia austriaca en la península.

- Los aumentos territoriales de Piamonte, aunque eran superiores en cantidad de kilómetros cuadrados que los de los franceses, no contentaban a los piamonteses porque ellos tenían la esperanza de conquistar en esta guerra el Véneto.

Los franceses, aunque se retiraron, obtuvieron Saboya y Niza. Víctor Manuel II se arrepintió de ceder estas. A diferencia de Niza, Saboya estuvo gobernada por un Estado italiano, pero no era considerada italiana, ni un territorio a rescatar por los nacionalista italianos, pues nunca había sido de lengua y cultura italiana, ni tampoco formaba parte de la Italia histórica o geográfica. En este caso, el interés del rey piamontés en esta región era más bien sentimental y relacionado exclusivamente con el origen de su dinastía. Por otro lado, Napoleón III necesitaba de tales compensaciones territoriales para justificar la participación de Francia en la guerra recién acabada.

### Consecuencias
En los meses sucesivos, de hecho, el Reino de Piamonte-Cerdeña se anexó —además de Lombardía— Parma, Módena, el resto de Emilia-Romaña y la Toscana. Después de estas conquistas, el 24 de marzo de 1860, el reino sardo-piamontés aceptó firmar el Tratado de Turín, en el cual confirmaron el traspaso de Saboya y del Condado de Niza a Francia. Ahora las ganancias territoriales italianas eran superiores a las francesas.
El fin de esta guerra dio paso al último período de la Unificación italiana. Tras la paz, el Reino de Piamonte-Cerdeña comenzó a expandirse, consiguiendo en menos de dos años controlar prácticamente la totalidad de la península italiana. Así, el 17 de marzo de 1861, casi toda Italia había sido unificada, a excepción de Roma, Niza, Córcega, el Trentino-Alto Adigio, el Véneto, el Friul, la Istria, los territorios italianos de Dalmacia y Malta.

#### La expedición de los Mil

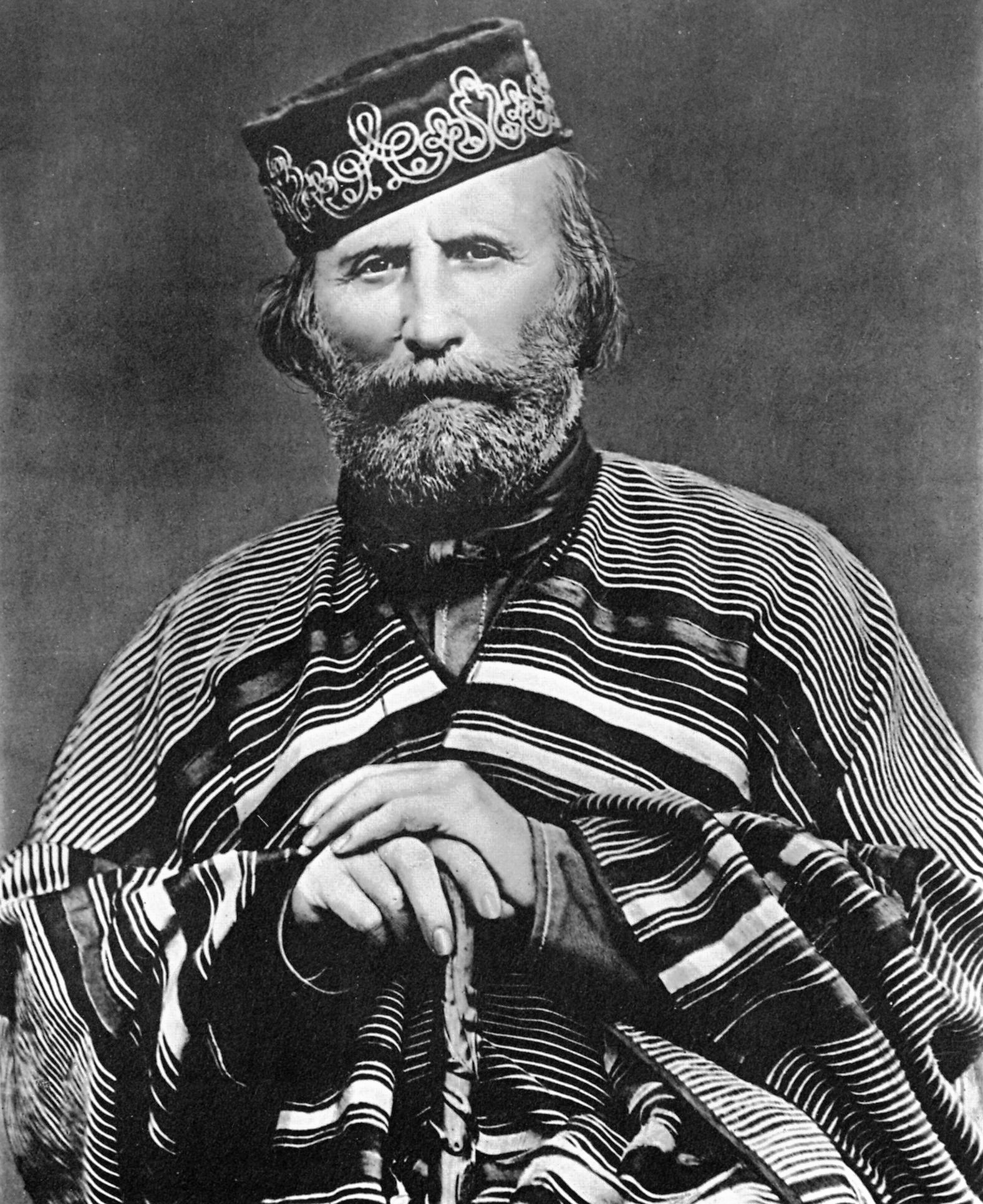
Giuseppe Garibaldi (Niza, 4 de julio de 1807-Caprera, 2 de junio de 1882), militar, político y héroe nacional italiano.

En 1860, el Reino de las Dos Sicilias estaba gobernado por el joven rey Francisco II, hijo de Fernando II. A mediados del siglo XIX, el reino se encontraba en una situación financiera sólida, aunque su economía se basaba principalmente en la exportación de productos agrícolas primarios. Sin embargo, atravesaba una situación política delicada: al tener un rey con poca autoridad y muy represivo, el pueblo era propenso a rebelarse. En abril de 1860 unas revoluciones frustradas en Mesina y en Palermo aumentaron los ánimos revolucionarios, pero nadie en el sur de Italia lograba combatir al ejército borbónico del Estado; ya en el año 1844 habían fracasado los hermanos Bandiera y, en 1857, Carlo Pisacane.
El 6 de mayo de 1860, Giuseppe Garibaldi, zarpó de la playa de Quarto (en Provincia de Génova) con 1033 hombres, en su mayoría veteranos de las guerras de Independencia, en dos barcos de vapor hacia la isla de Sicilia. Esta campaña se denominó Expedición de los Mil (Spedizione dei Mille, en italiano) y fue un hito muy importante para la Unificación de Italia.
El 11 de mayo desembarcó en Marsala (Sicilia occidental) sin grandes problemas. En el puerto de la ciudad había dos buques de guerra ingleses llegados a Sicilia para proteger los intereses británicos en la zona. Los ingleses no hicieron nada para ayudar a Garibaldi, pero condicionaron la reacción de la marina militar borbónica que fue tardía e ineficaz. Una vez en la isla, los  Camisas rojas (así eran llamadas las tropas de Garibaldi) aumentaron de número gracias a los sucesivos desembarcos y a los voluntarios sicilianos que se alistaron en sus filas. Garibaldi venció al ejército borbónico en la batalla de Calatafimi, a pesar de la superioridad numérica de los adversarios y del desarrollo inicial que favorecía a estos. Según Giacinto de' Sivo, un funcionario del Reino de las Dos Sicilias, el general borbónico Landi, había sido convencido de retirar sus tropas por los piamonteses, recibiendo dinero y la promesa de un cargo importante en el futuro ejército de la Italia unificada.
Después, Garibaldi tomó la ciudad de Palermo, cruzó el estrecho de Mesina y entró en el continente peninsular. Siguió avanzando con poca resistencia hasta Salerno, ciudad muy cercana a Nápoles. Solo en este momento el rey Francisco II se percató del peligro que corría. Decidió retroceder la línea de defensa al río Volturno, ubicado al norte de Nápoles, para evitar el asedio de la capital del reino. Garibaldi entró en la ciudad aclamado por la multitud napolitana que lo acogió con entusiasmo. Más tarde se proclamó dictador de las Dos Sicilias en nombre del rey de Piamonte-Cerdeña.

Invasión y anexión francesa de Niza y de Saboya en 1860, durante la Unificación de Italia. Napoleón III impedirá a Córcega unirse a Italia.

Ya con la capital meridional tomada, el 8 de octubre, el gobierno piamontés emitió un decreto que convocaba un plebiscito mediante sufragio universal masculino, en toda Italia, para ratificar la anexión al Reino de Piamonte-Cerdeña de los demás Estados italianos. La fórmula era: "¿El pueblo quiere una Italia unida e indivisible con Víctor Manuel II como rey constitucional y sus sucesores?". El sur continental, votó el día 21 de octubre. El voto no fue totalmente secreto: de hecho se votaba en las plazas, en los edificios públicos y en las iglesias. Había tres urnas en cada recinto de voto, dos que contenían las boletas del Sí y No, y la tercera donde se colocaba el voto. Los resultados en Nápoles fueron 1 032 064 votos por el Sí y 10 302 por el No, lo que da un 99,19 % de votos favorables. En Sicilia, donde se había votado el 12 de octubre, se dieron 432 053 Sí y 709 No, un resultado de 99,84 %.
El rey Francisco II reorganizó su ejército de 40 000 hombres detrás del río Volturno, pero fue derrotado por los garibaldinos en la llamada batalla del Volturno. Debido a las bajas sufridas en dicha batalla, Garibaldi solicitó ayuda militar al gobierno piamontés y Francisco II quiso aprovechar el estancamiento de los garibaldinos para volver a atacar; pero los generales le aconsejaron reorganizar las fuerzas, y entonces se retiró de Capua a Gaeta.
Allí, el rey Francisco II, con sus últimos 20 000 soldados, fue asediado hasta el 13 de febrero de 1861 por el general piamontés Enrico Cialdini, con 18 000 soldados. Después de meses de asedio, Francisco II se dio cuenta de la imposibilidad de la victoria, y empezó a barajar la opción de la retirada. A las siete de la mañana del 14 de febrero del 1861, el rey y la reina abandonaron Gaeta, y se embarcaron en una nave francesa que los transportó a Terracina, en los territorios papales. Después de la retirada, el rey nunca abdicó, dejando para él y sus herederos el título de rey del Reino de las Dos Sicilias.
Al caer Gaeta, solo quedaban dos fortalezas de las Dos Sicilias: Mesina y Civitella del Tronto. La primera cayó el 13 de marzo de 1861, por la acción de las tropas de Cialdini, mientras, Civitella del Tronto, en la provincia de Teramo, fue la última fortaleza de las Dos Sicilias, y cayó el 20 de marzo, tres días después de la proclamación del Reino de Italia.

#### La proclamación del Reino de Italia
Con tales operaciones, termina la segunda fase de la Unificación italiana. Del Reino de Piamonte-Cerdeña aún quedaban separados: Roma, gobernada por el papa, y el Véneto, en manos del Imperio austríaco.
El 18 de febrero de 1861, Víctor Manuel II de Saboya, se reunió en Turín con los diputados de todos los Estados que reconocían su autoridad y asumió, el 17 de marzo, el título de rey de Italia por gracia de Dios y voluntad de la nación. Fue reconocido por las potencias europeas pese a que violaba el tratado de Zúrich y el de Villafranca que le prohibían ser rey de toda Italia.
Poco después moriría el conde Camillo Benso, viendo el gran trabajo de su vida casi completo. Al morir dijo: «Italia está hecha, ya todo está seguro».
El Reino de Italia fue gobernado con la base del Estatuto albertino, la Constitución liberal adoptada en el Reino de Piamonte-Cerdeña en 1848.

## Tercera guerra de independencia (1866)

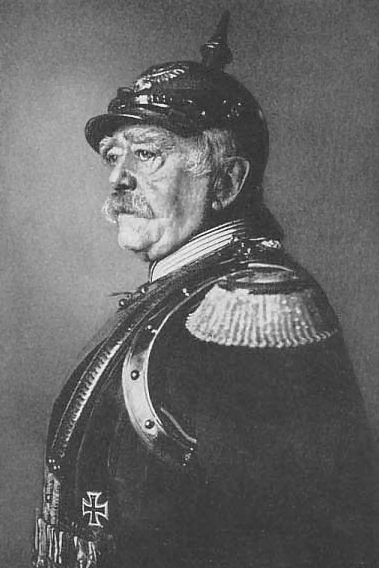
Otto von Bismarck.

### La alianza entre Prusia e Italia
Las crecientes tensiones entre el Imperio austríaco y Prusia por la supremacía en el mundo germánico provocaron, en 1866, la guerra austro-prusiana, que ofreció a los italianos la oportunidad de conquistar el Véneto. El 8 de abril de 1866, el gobierno Italiano, guiado por el general Alfonso La Marmora, realizó una alianza militar con la Prusia de Bismarck.
Se creó así una alianza entre los dos Estados que vieron en el Imperio austríaco el obstáculo de las respectivas Unificaciones nacionales. Según los planes prusianos, Italia tenía que atacar a Austria por el frente meridional y, mientras tanto, aprovechando la superioridad naval, invadir las costas dálmatas, trasladando así el campo de batalla a Europa central.

### El primer ataque italiano
El 16 de junio de 1866 Prusia comenzó las hostilidades contra algunos aliados de Austria. El 19 de junio Italia le declaraba la guerra al Imperio austríaco, con inicio de las hostilidades el 23 de junio.
Al inicio del conflicto, el ejército italiano estaba dividido en dos grupos: el primero estaba comandado por La Marmora, que era de Lombardía, el segundo estaba comandado por el general Enrico Cialdini, de Emilia-Romaña. Por un lado, el general La Marmora sufrió una rápida derrota en Custoza el 24 de junio. Mientras tanto, Cialdini asedió la fortaleza austríaca de Borgoforte, al sur del río Po. Custoza supuso un gran retraso de las operaciones, por el tiempo perdido en reorganizarse, y se temió una contraofensiva austríaca.
El éxito general de la guerra vino de las importantes victorias prusianas en el frente germano, en particular en Sadowa, el 3 de julio de 1866, obra del general von Moltke. Después de estas batallas, los austríacos se retiraron a Viena. Uno de cada tres cuerpos armados italianos dieron prioridad a la defensa de Trentino y del río Isonzo.

### La determinación del renovado esfuerzo ofensivo

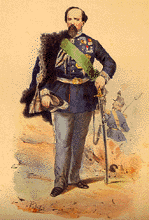
Enrico Cialdini.

El 5 de julio, llegó un telegrama del emperador de Francia Napoleón III, el cual prometía comenzar una mediación general, que habría permitido que Austria obtuviera condiciones honorables que hubieran permitido a Italia anexionarse el Véneto.
El gobierno italiano buscó, por lo tanto, ganar tiempo, mientras el general Alfonso La Marmora obtenía «…una buena batalla para estar en condiciones más favorables para la paz».
El 14 de julio, en un consejo de guerra en Ferrara, se estableció finalmente una nueva actitud respecto al proseguir de la guerra:
- Enrico Cialdini habría guiado un ejército de 150 000 hombres que habría avanzado a través del Véneto, mientras que La Marmora, con cerca de 70 000 hombres, hubiese mantenido la defensa de la fortaleza del Quadrilatero.
- La Regia Marina, de la mano del almirante Carlo di Persano, buscaría la gloria, saliendo del puerto de Ancona (cosa que intentó el 20 de julio en una desastrosa derrota en la batalla de Lissa de 1866).
- El cuerpo de voluntarios de Garibaldi, reforzado con una división, debería penetrar en Trentino, acercándose lo más posible a la capital de la región: Trento.

En ese momento la adquisición del Véneto era cierta, pero era urgente proceder a la ocupación de Trentino antes de las negociaciones de paz.

### El auge de las operaciones italianas
En las semanas siguientes, Cialdini dirigió al ejército italiano a las orillas del río Po, para dirigirse de Ferrara a Údine. Cruzó el Po y ocupó Rovigo el 11 de julio, Padua el 12, Treviso el 14, San Donà di Piave el 18, Valdobbiadene y Oderzo el 20, Vicenza el 21 y Údine el 22 de julio.
Mientras tanto, los voluntarios de Garibaldi partieron de Brescia hacia Trento, abriéndose camino, el 21 de julio, a la batalla de Bezzecca, la cual ganó. A su vez, una segunda columna italiana llegaba el 25 de julio a las murallas de Trento. Pero Garibaldi recibió órdenes del gobierno italiano de abandonar Trentino, a las cuales debió obedecer.
El cese de las hostilidades se produjo después del armisticio de Cormons, el 12 de agosto de 1866, seguido, el 3 de octubre de 1866, por el Tratado de Viena del mismo año. Así Italia consiguió anexionarse el Véneto. Víctor Manuel entró triunfal en Venecia, y realizó un acto de homenaje en la plaza de San Marcos. Aún faltaba anexionar al territorio de Roma, Trentino, Alto Adigio, Trieste, Istria, partes de Dalmacia y la Suiza italiana (aparte las áreas de lengua italiana de Córcega, Niza y Malta).

## La conquista de Roma (1870)

### Antecedentes
Giuseppe Garibaldi, después de la fundación del Reino de Italia, prosiguió incansablemente sus actividades militares en busca de completar la Unidad de Italia, emprendiendo acciones sin éxito en 1862 al grito de: Roma o morte! La protesta de Napoleón III, cuyas tropas custodiaban Roma, llevaron al ejército de ocupación piamontés en Nápoles a repeler a Garibaldi, haciéndole prisionero en Aspromonte, al sur de Italia. En 1867 realiza una nueva marcha hacia Roma, aprovechando la retirada de las tropas francesas, que se ven obligadas a desembarcar otra vez y a derrotar al italiano en Mentana.

### La conquista

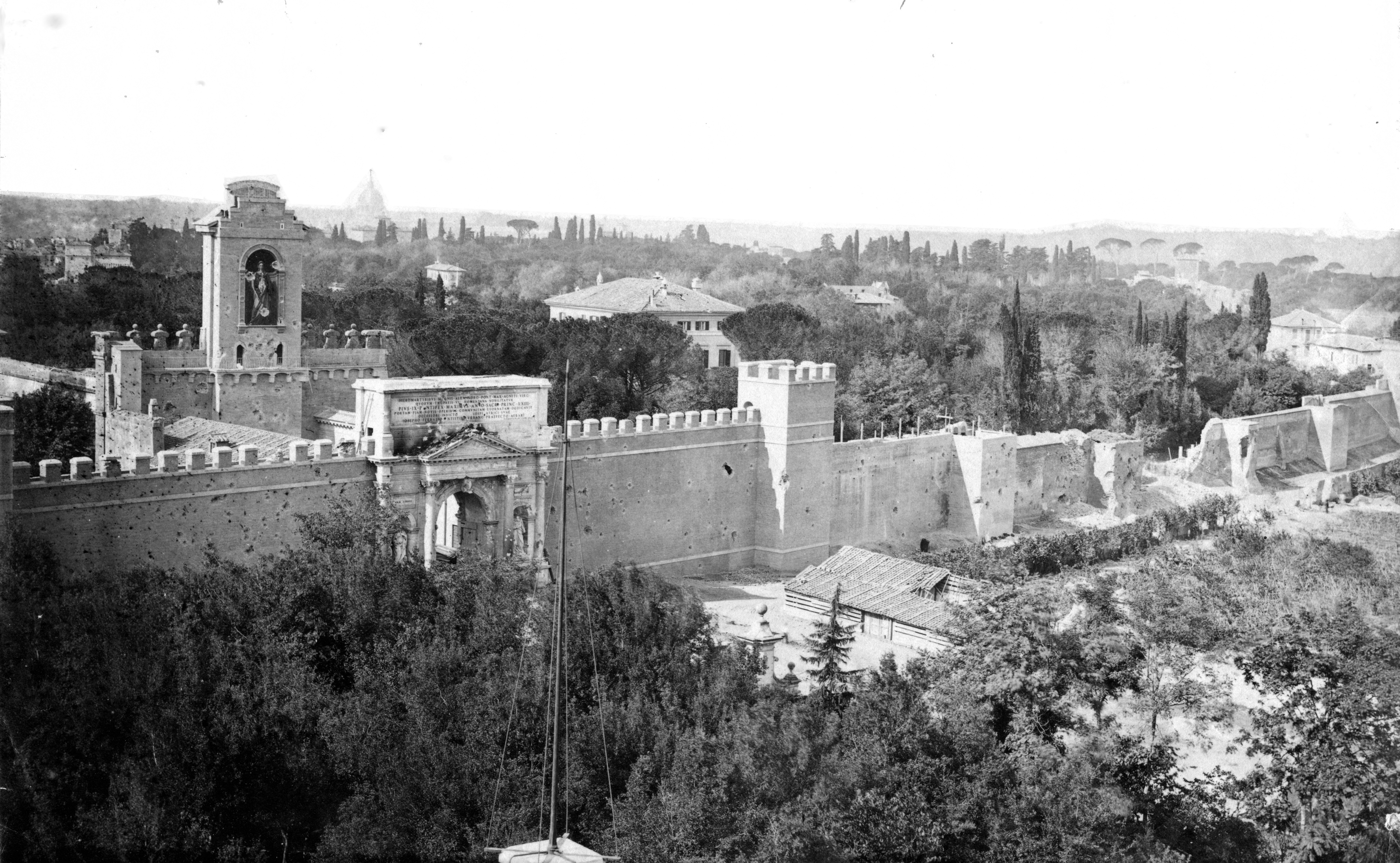
En esta foto de la época, se ven los escombros de la puerta Pía de Roma.

En julio de 1870 comenzó la guerra franco-prusiana. A principios de agosto, Napoleón III, llamó para la guerra a la guarnición que defendía de un posible ataque italiano a los Estados Pontificios. Numerosas manifestaciones públicas demandaban que el gobierno italiano tomara Roma. El gobierno italiano no inició ninguna acción bélica directa hasta el derrumbamiento del Segundo Imperio francés, en la batalla de Sedán. Víctor 
Manuel II le envió una carta a Pío IX, en la que le pedía guardar las apariencias dejando entrar pacíficamente al ejército italiano en Roma, a cambio de ofrecer protección al papa, a lo que este se negó rotundamente.
El ejército italiano, dirigido por el general Raffaele Cadorna, cruzó la frontera papal el 11 de septiembre y avanzó lentamente hacia Roma, esperando que la entrada pacífica pudiera ser negociada. Sin embargo, el ejército italiano alcanzó la Muralla Aureliana el 19 de septiembre y sitió Roma. El papa siguió siendo intransigente y forzó a sus zuavos a oponer una resistencia más que simbólica, ante la imposibilidad de la victoria. El 20 de septiembre, después de tres horas de bombardeos, el ejército italiano consiguió abrir una brecha en la Muralla Aureliana (conocida en italiano como Breccia di Porta Pia). Los Bersaglieri marcharon por la Vía Pía, después llamada Vía XX de Septiembre. 49 soldados italianos y 19 zuavos murieron en combate, y, tras un plebiscito, Roma y el Lacio se unieron al reino de Italia.
Víctor Manuel le ofreció al papa como compensación una indemnización y mantenerle como gobernante del Vaticano. Pero el papa, que quería mantener el poder terrenal de la Iglesia, se negó, pues eso habría supuesto reconocer oficialmente al nuevo Estado italiano y se declaró prisionero en el Vaticano. Además, conociendo su influencia, prohibió a todos los católicos italianos votar en las elecciones del nuevo reino. Esta situación, llamada Cuestión Romana, no cambió hasta 1929, cuando, Benito Mussolini y Pío XI, firmaron los Pactos de Letrán.

## El fenómeno delbrigantaggio

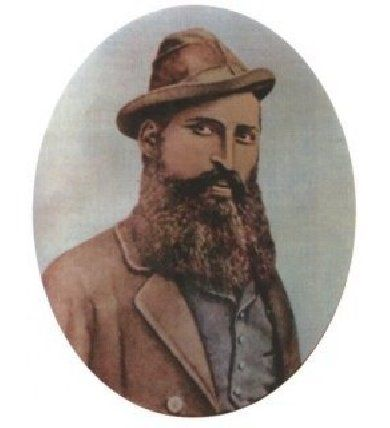
Carmine Crocco, (Rionero in Vulture, 1 de junio de 1830-Portoferraio, 18 de junio de 1905), fue el más conocido de los llamados briganti.

Tras los edictos de los nuevos soberanos, que declaraban bienes nacionales muchas tierras de toda la península, después de la anexión de las Dos Sicilias, se produjeron diversas rebeliones en las regiones del sur, debido a los problemas sociales preexistentes y a las promesas de reformas agrícolas incumplidas por parte del nuevo gobierno. Estas rebeliones, conocidas como «brigantaggio post-unitario», se transformaron en una sangrienta guerra civil que duró casi diez años. En esta circunstancia, el gobierno borbónico en el exilio explotó la rabia de los campesinos meridionales en un intento de recuperar el trono, nombrando algunos briganti (bandoleros) locales para conducir las revueltas, de los cuales el más famoso fue Carmine Crocco.
Los llamados «briganti» practicaban guerra de guerrillas y realizaban saqueos. Estos eran apoyados con armas y provisiones también por el clero, que había visto disminuir sus privilegios con el nuevo gobierno de los soberanos de la Casa de Saboya. De hecho, después de la «toma de Roma» por parte de los italianos en 1870, el Estado Pontificio terminó su apoyo a los briganti y de inmediato el fenómeno de las guerrillas disminuyó significativamente. Este hecho fue considerado (por historiadores como Benedetto Croce) como la prueba de que dichas revueltas fueron artificialmente promovidas también por el papa de Roma.
Poco después, en 1870, el rey dio poderes extraordinarios al general Enrico Cialdini, para que interviniera en las áreas rurales del ex Reino de las Dos Sicilias, y lo que quedaba de las rebeliones pudo ser sofocado totalmente solo hacia el año 1878. En el mismo periodo, muchos campesinos meridionales emigraron hacia el continente americano, especialmente en países como Estados Unidos y Argentina. Tal situación causó serios problemas sociales y de orden público en las zonas más rurales del sur de Italia, poniendo en graves dificultades al recién instituido Estado italiano unitario.

## El irredentismo

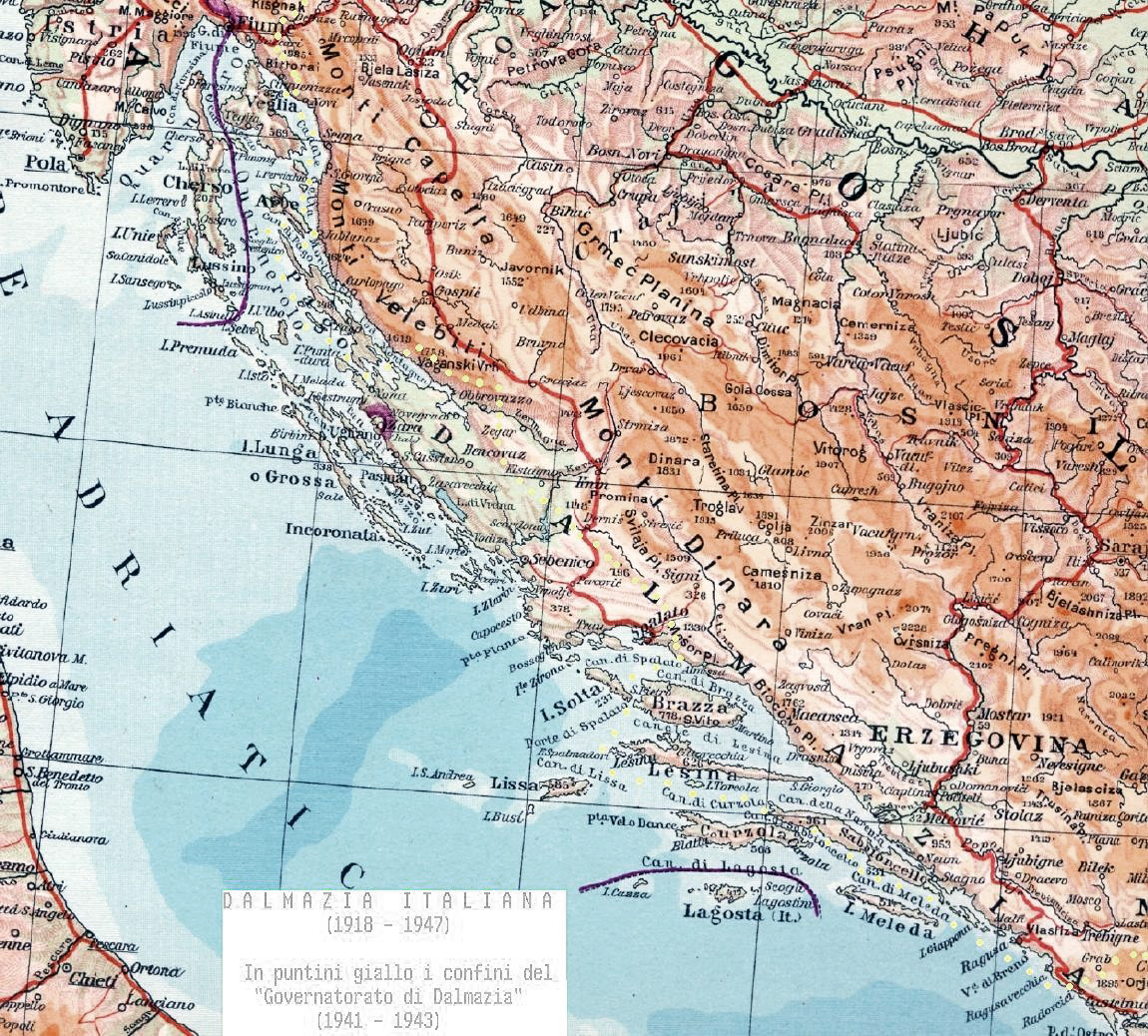
La última fase de la Unificación italiana fue en las «tierras irredentas» del Adriático oriental, específicamente en la Dalmacia italiana. En color violeta, los territorios del Reino de Italia en Dalmacia entre 1918 y 1947, con las islas de Cherso y Lussino cerca de la península de Istria, la provincia de Zara al centro, y las islas de Lagosta y Cazza en el Adriático meridional. En color amarillo, los límites del italiano Gobiernatorado de Dalmacia, entre 1941 y 1943, durante la Segunda Guerra Mundial.

La Unificación italiana, sin embargo, no se había completado. Algunas regiones y provincias, como Trentino, Alto Adigio, Trieste, Istria y las ciudades entonces de mayoría italiana de Ragusa y Zara en Dalmacia, aún continuaban bajo dominio austriaco, por lo que fueron denominadas tierras irredentas (tierras no liberadas). En estos lugares surgió un movimiento de carácter nacionalista que buscaba su incorporación a Italia. Este movimiento, a favor de unificar al Reino de Italia la llamada Italia irredenta, estaba extendido también a las áreas "francesas" de Niza y Córcega, y al archipiélago de Malta, entonces bajo soberanía británica.

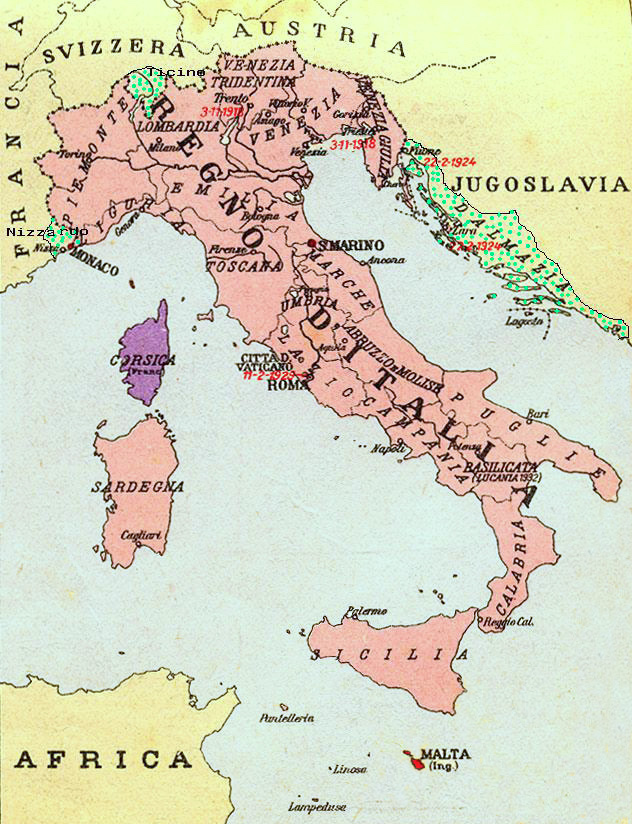
Tarjeta que representa al Reino de Italia y sus reivindicaciones territoriales sobre las poblaciones italianas de la Italia irredenta, en 1919.

La situación no se desbloqueó hasta el final de la Primera Guerra Mundial, en la que Italia entró del bando Aliado con la promesa de recibir como compensación las tierras irredentas en manos austrohúngaras. Sin embargo, tras la victoria en la Primera Guerra Mundial, no todos estos territorios del Imperio austrohúngaro fueron traspasados a Italia en 1918, sino que las ciudades de Dalmacia (con la excepción de la ciudad de Zara) y algunas islas dálmatas reclamadas por los italianos, pasaron a formar parte del Reino de Yugoslavia.
Estas reclamaciones —extendidas también a Córcega, Niza y Malta—, se acentuaron aún más durante el fascismo de Benito Mussolini, y, en el curso la Segunda Guerra Mundial, Italia ocupó toda Dalmacia, Córcega y Niza por algunos años, hasta septiembre de 1943, cuando resultó derrotada en el conflicto mundial. Después de 1945, Istria y Zara fueron cedidas a la Yugoslavia federal del líder comunista Tito, y se registró el éxodo forzado de casi toda la población italiana de estas áreas. 

### Situación actual

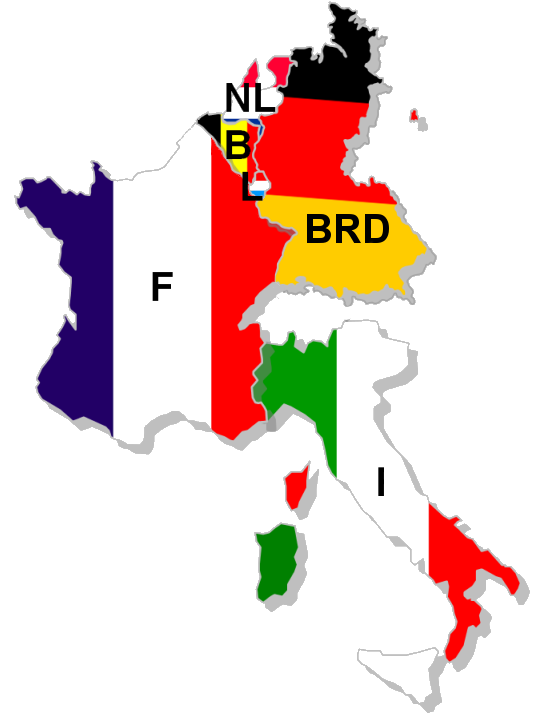
Las seis naciones signatarias del Tratado de Roma de 1957.

Con la caída del fascismo y la derrota en la Segunda Guerra Mundial, los Aliados empezaron una política de regionalización de Italia favoreciendo el regionalismo.
Los disidentes de la Unificación hicieron su aparición a lo largo de la segunda mitad del siglo XX, y los simpatizantes del regionalismo han llegado hasta nuestros días. En la actualidad existen pequeños movimientos independentistas, o, más bien, solicitantes mayor autonomía regional y federalismo (como en el caso de la actual Liga Norte); con la única excepción de la provincia italiana de Alto Adigio, donde hubo un fuerte movimiento secesionista, dirigido por aquella parte de la población de lengua alemana existente en esta provincia del extremo noreste de Italia, entre los años cincuenta y setenta del siglo XX, en gran parte extinto gracias a la amplia autonomía concedida a esta provincia por parte del gobierno italiano en las últimas décadas.
Según el historiador y catedrático de la Universidad de Pisa, Alberto Mario Banti:

Hay pocas naciones europeas con una identidad cultural precisa y definida claramente como la italiana: mismo pasado histórico con "abuelos" de la Antigua Roma y "padres" del Rinascimento, misma religión católica, misma lengua neolatina (y dialectos neolatinos), mismas costumbres sociales (desde las leyes del derecho romano hasta las costumbres alimenticias, pasando por diversiones comunes a todos los italianos como el «calcio», etc…). Si se analizan bien las grandes naciones en la Europa occidental actual, solamente Italia y Francia no han tenido sangrientas fracturas (como Yugoslavia o Checoslovaquia o Alemania dividida entre Austria-Alemania occidental y Alemania oriental) o sangrientos tentativos de fractura (como Gran Bretaña con el Ulster o España con los vascos): Italia y Francia solo han sufrido unos pocos años de terrorismo local y sin muchos muertos (Italia en Alto Adigio y Francia en Córcega). Que Italia tenga "solamente" 150 años de estar unida políticamente no significa que no haya obtenido beneficios culturales: el fascismo —aunque con todos sus males— ha obtenido la completa alfabetización de Italia y que todos los italianos aprendieran a leer y escribir. Y la lengua nacional sigue creciendo en importancia: en el 2003, por primera vez, el idioma de Dante se ha convertido —según la "Accademia della Crusca"— en la primera lengua hablada en familia por el 51% de los italianos. O sea que ha crecido, en un siglo y medio, del 2% en 1861 (cuando era hablada solamente por las clases instruidas o cultas) a más de la mitad ahora! Hay que recordar que en Francia, para imponer la lengua d'oil de París, tardaron cinco siglos, y todavía ahora hay muchos franceses que utilizan únicamente la lengua d'oc en el sur francés… En otras palabras: la Unificación italiana es un suceso en fin y al cabo. Entre un romano y un lombardo de Milán no existen las diferencias que hay entre un madrileño y un catalán de Barcelona, por ejemplo.

Actualmente la mayoría de los italianos apoya la integración de Italia en las estructuras políticas de la Unión Europea. Dichas estructuras europeas comunes se han iniciado en los Tratados de Roma de 1957, y fueron promovidas por el italiano Alcide De Gasperi, considerado uno de los «padres fundadores» de la Unión Europea.

## La unificación italiana en la ficción
- El gatopardo, novela escrita por Giuseppe Tomasi di Lampedusa.
- Las Confesiones de un italiano, libro del escritor Ippolito Nievo, publicado por primera vez en 1867.
- El gatopardo, adaptación cinematográfica de la anterior, dirigida por Luchino Visconti en 1963.
- Viva L' Italia, película dirigida por Roberto Rossellini en 1960.
- Li chiamarono... briganti!, película histórica dirigida por Pasquale Squitieri en 1999.